# To. Heart
To. Heart – debiutancki minialbum południowokoreańskiej grupy Fromis 9, wydany 24 stycznia 2018 roku przez wytwórnię Stone Music. Płytę promowały singel „To Heart”. Album ukazał się w dwóch edycjach fizycznych: „Green" i „Blue".

## Lista utworów
| CD | CD                                      | CD             | CD                                          | CD                            | CD      |
| Nr | Tytuł utworu                            | Tekst          | Kompozycja                                  | Aranżacja                     | Długość |
| -- | --------------------------------------- | -------------- | ------------------------------------------- | ----------------------------- | ------- |
| 1. | „The Way To Me” (kor. 나에게로 오는 길) | fromis_9       | TAK                                         | TAK                           | 2:11    |
| 2. | „To Heart”                              | Iggy, Youngbae | Iggy, Youngbae                              | Iggy, Youngbae                | 3:09    |
| 3. | „Miracle” (kor. 환상속의 그대)          | Darly          | Wonderkid, BreadBeat, ATM                   | Wonderkid, BreadBeat, ATM     | 3:43    |
| 4. | „Pinocchio” (kor. 피노키오)             | Darly          | SlyBerry, Shinkung, Darly, Wonderkid        | SlyBerry, Shinkung, Wonderkid | 3:20    |
| 5. | „Be With You”                           | 1Take, TAK     | 1Take, TAK                                  | 1Take, TAK                    | 3:50    |
| 6. | „Glass Shoes” (MAMA Ver.)               | BUMZU          | Anchor, Sophiya, Kyulkyung, Yuha, Joe Miche | Anchor                        | 3:35    |

## Notowania
| Lista                     | Pozycja |
| ------------------------- | ------- |
| Circle Weekly Album Chart | 4       |

## Sprzedaż
| Kraj             | Sprzedaż |
| ---------------- | -------- |
| Korea Południowa | 22 279   |